# L'Information
L'Information est un journal économique puis généraliste fondé en 1899 à Paris par son directeur, Léon Chavenon, puis relancé dans les années 1950.

## Histoire
Fondé par Léon Chavenon, L'Information est rebaptisé ensuite L'Information financière, économique et politique. Basé au 124, rue Réaumur il a également été domicilié au 10 place de la Bourse, comme l'indique une action émise en 1920.
L'Agence "L'Information" est créée à côté du journal en 1903, de même qu’un hebdomadaire du même nom. En 1918, le tirage du quotidien est de 130 000 exemplaires. En 1917-1918, son tirage excède à peine les 100 000 exemplaires.
Constitué d’une page double avec un supplément économique et financier, c'est le seul grand quotidien économique français avec L'Écho du Commerce. Il publie chaque jour une cote complète de la Bourse de Paris. Son directeur Léon Chavenon devient l'un des deux principaux chefs de file des réseaux de publicité financière de la presse économique française.
Léon Chavenon a dans son journal soutenu les conclusions de la Conférence financière de Bruxelles de septembre 1920, organisée par Jean Monnet, qui reconnut que la déflation entreprise pourrait avoir des répercussions désastreuses en déclenchant  une perturbation dans le commerce et le crédit. 
Dans un article publié dans L'Information, du 14 mai 1925, il suggère une augmentation rationnelle de la circulation monétaire, afin de susciter une inflation contrôlée, gagée sur la production future, ce qui lui attire les foudres de Georges Valois, qui de 1923 à 1925 dirige le mensuel Les Cahiers des États généraux et qui a fondé en 1925 avec les capitaux de deux industriels milliardaires, le parfumeur François Coty (1874-1934) et le producteur de cognac Jean Hennessy un nouveau mouvement politique, "Le Faisceau" premier mouvement fasciste français.
Le quotidien a également soutenu les campagnes en faveur d'André Berthelot, président–fondateur de la Banque industrielle de Chine  contre lequel les journaux d'extrême-droite et royalistes lançaient des attaques répétées. Il a compté parmi ses collaborateurs l’avocat d’extrême-droite Fernand de Brinon, qui fut un brillant chef de son service étranger en même temps que grand partisan d’une politique de conciliation avec l’Allemagne hitlérienne dans les années 1930, l’écrivain français et critique d'art Paul Adam, le futur amiral Charles Omessa (1883-1933) et son frère journaliste Henri Omessa, ou encore le futur homme politique de gauche Albert Thomas, qui écrit dans L'Information, de grands articles sur des questions économiques d'actualité.
Le chartiste Émile Dermenghem en fut le collaborateur comme rédacteur puis de secrétaire de rédaction, jusqu'en 1938. En 1933, l’un des journalistes, Charles Marquet, y recrute  le jeune étudiant Jacques Chaban-Delmas, licencié en droit et diplômé d'études supérieures d'économie politique et de droit public. 
En 1939, L’Information s’est sabordé avec un an d’avance sur les journaux parisiens hostiles à toute compromission avec l’Allemagne. Le 6 février 1950, sur proposition de Robert Bollack, qui avait fréquenté Léon Chavenon avant-guerre, le conseil d’administration du quotidien L'Agence économique et financière « décide à l’unanimité » de constituer une société pour relancer L'Information financière, économique et politique et de lui faire un apport de trésorerie de 12 millions de francs. André Bollack, le frère et le fidèle bras droit de Robert Bollack, est chargé de la responsabilité de ce projet.